# Lemmes
Lemmes är en kommun i departementet Meuse i regionen Grand Est (tidigare regionen Lorraine) i nordöstra Frankrike. Kommunen ligger i kantonen Souilly som tillhör arrondissementet Verdun. År 2022 hade Lemmes 236 invånare.

## Befolkningsutveckling
Antalet invånare i kommunen Lemmes
| Referens: INSEE |